# 눈목자받음
눈목자받음은 화점이나 소목 등의 착점에 걸쳐오는 상대방의 수에 대하여 반대 방향으로 받는 눈목자 모양의 착수다. 날일자에 비해 엷은 모양이지만 공수의 편리한 수단이 있다.